# Lode Monteyne
Lode Monteyne (Antwerpen, 21 juni 1886 - Berchem, 12 november 1959) was een Belgische schrijver en toneelcriticus. Hij verwierf vooral bekendheid als hoofdredacteur van het weekblad Het Tooneel, waarvoor hij ook columnist was. Ook was Monteyne van 1938 tot 1952 leraar toneelgeschiedenis aan het Koninklijk Conservatorium Antwerpen.